# Tuspa

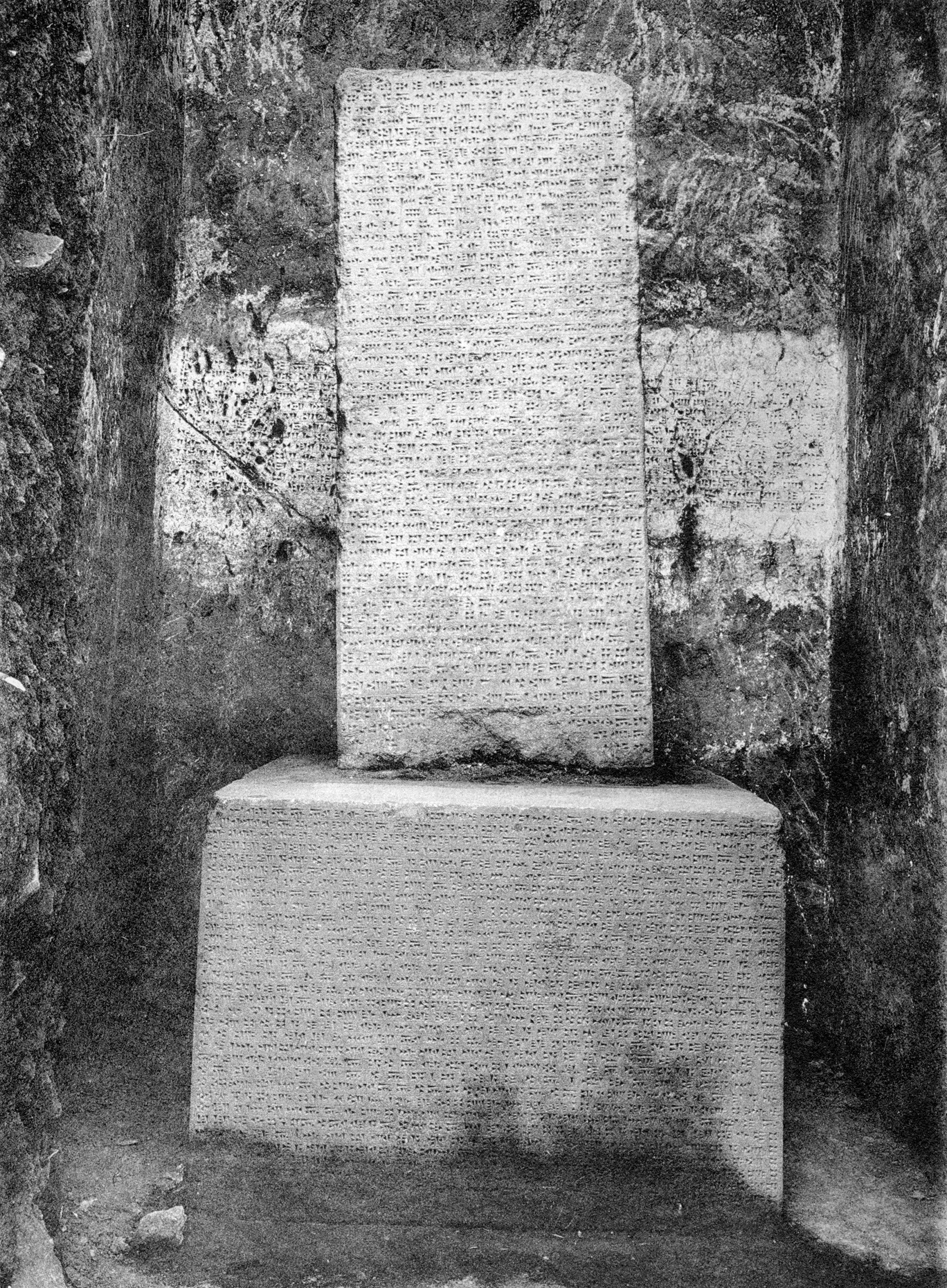
II. Szarduri évkönyvei 1915-ben

Tuspa vára Urartu első jelentős erődítménye, az ország fővárosa a teljes fennállása alatt. Valószínűleg I. Szarduri alapította, a későbbi uralkodók – bár nem feltétlenül itt volt a rezidenciájuk – fővárosként tekintettek rá. Urartu valamivel több, mint két évszázad fennállás után elbukott, de az erőd még sokáig fontos helyőrség maradt. Az Óperzsa Birodalom idejéből I. Khsajársá perzsa király feliratai igazolják ezt. Az erőd körül kialakuló település ma is létezik Kelet-Törökországban, ma Van a neve, a későbbi korok erődjének Van Kalesi.
Neve urartui nyelven Tušpa (URUtu-uš-pa), amit az asszírok Turušpa formában írtak át. Örmény nyelven Տոսպ, azaz keleti nyelvjárásban Toszp, a nyugatiban Doszb. A név valószínűleg a Van-tó urartui nevéből adódik (vagy fordítva), amit nem ismerünk, de a görögök Θωσπῖτις λίμνη (Thószpitisz limné) néven ismerték, ami azt valószínűsíti, hogy a tónak is Tuspához hasonló hangalakú neve volt. Egy örmény legenda szerint Sammuramat asszír királynőnek nagy szerepe volt Tuspa kiépítésében, így nem csak a Szemiramisz-csatorna kapta róla a nevét, hanem sokszor az egész várat Szemiramakert (Szemiramaszen) néven nevezik.
1826–1829 között Friedrich Eduard Schulz professzor tanulmányozta először a romokat, aki még asszír erődítménynek vélte azokat. Az 1915–1916-os ásatási szezonban orosz régészek fedezték fel II. Szarduri sírját. 1948-ban egy kisebb angol expedíció ásatott, de a területen egészen a legutóbbi időkig a rablóásatások voltak jellemzőek.

## Alapítása
Az erőd környékén már 7000 éve település állt. Urartu létrejötte az asszír fenyegetésnek köszönhető, a Van-tó környékének fejedelmei önként csatlakoztak az asszírok ellen sikeresen védekező Arzasku fejedelméhez. Az alapítás valószínűleg I. Szarduri nevéhez fűződik, i. e. 834 és i. e. 828 között. Az első említései III. Sulmánu-asarídu kalhui feliratain, a Balawat-kapun vannak (ma British Museum). Eszerint az asszír király „lement Urartu tengeréhez, és lemosta fegyvereit a partján”. Ez a fogalmazás az akkádok korától arra utal, hogy nagy győzelmet aratott volna I. Szarduri felett, és a frissen egyesített Urartut meghódította volna. Ez azonban valószínűleg nem így volt. Szarduri minden bizonnyal megvédte friss királyságát és Tuspát, amelyet nem sokkal korábban alapíthatott ő, vagy apja, Lutipri. Szarduri terjedelmes feliratot hagyott hátra Tuspa várfalán, amelyben felsorolja az asszír királyt utánzó címeit. Az asszír nyelvű, ékírásos felirat Szardurit említi a falak felhúzójaként. „[…] E kőtömböket ezért hozattam Alniunu városából. Én építettem e falakat.”
Az erőd a Van-tó keleti partjához nagyon közel, egy kelet-nyugati irányú sziklaszirten épült fel, amely kiváló stratégiai helyzete mellett páratlan morfológiai adottságokkal is rendelkezik. Sokszor ostromolta ellenség a 16. századig, de nem sokszor sikerrel.

## Története
Tuspa Urartu fővárosa, de nem mindig királyi székhely volt az ország két évszázados történetében. Szarduri fia, Ispuini folytatta az építkezéseket, és megkezdett egy csatornaépítést, amelyet fia, Menua fejezett be. Az akkor Menua-csatornának nevezett, ma Szemiramisz-csatornaként ismert vízvezeték mintegy 70 km hosszúságú, és ma is működik. Szemiramisz legendája olyan erősen kötődik Tuspához, hogy a későbbi örmények gyakran nevezték a várat Szemiramakert vagy Szemiramasen néven (a kert és a sen szavak örményül egyaránt „készítette” jelentésűek). Menua idején ide telepítették a muszasziri Khaldi isten kultuszait, ettől kezdve szakrális jelentősége is megnőtt, ugyanakkor maga Menua inkább Menuahinili erődjében tartózkodott.
I. Argisti viszonylag keveset időzött a fővárosban, északi tartományait próbálta újonnan alapított erődökkel sakkban tartani. Ezek közt volt Erebuni (ma Jereván), amely miatt később Tuspa el is sorvadt. I. Argisti és II. Szarduri sírját megtalálták Tuspában. II. Szarduri nagy veresége nehéz időket hozott Urartura, I. Rusza sokat hadakozott az asszírokkal és a frissen érkező kimmerekkel. A kimmerek nem értettek a várostromhoz, de az asszírok i. e. 714-ben II. Sarrukín vezetésével villámgyors győzelmet arattak a legyengült Urartu felett. Elfoglalták ugyan Tuspát, de valamilyen módon visszakerülhetett urartui fennhatóság alá. Nehéz rekonstruálni az i. e. 8. század végétől kezdődő időszakot, de Tuspa vélhetően továbbra is Urartu fővárosa volt. II. Rusza ismét nagy építkezésekbe kezdett, miközben egy új igazgatási központot is alapított, Teisebainit.
Tuspa szerepe az asszíriai Assurhoz hasonló. Függetlenül attól, hogy melyik uralkodó éppen hol tartotta a rezidenciáját, a város jelentősége változatlan maradt. Korábban úgy gondolták, hogy már I. Rusza elköltözött Tuspából, miután megalapította Ruszahinilit. Erre a feltevésre az adott okot, hogy apja, II. Szarduri után már egyetlen felirat sem található a tuspai várban, Ruszahiniliben pedig egy olyan feliratot találtak, amely szerint egy Rusza nevű király alapította. Ma már valószínűbb, hogy Ruszahinilit II. Rusza alapította, és akár tarthatta is ott a rezidenciáját, de ez öt évtizeddel későbbi esemény, és kérdéseket vet fel II. Szarduri és II. Rusza között Tuspa jelentőségét illetően. Ha I. Rusza és II. Argisti fővárosa volt Tuspa úgy, hogy nem készíttettek feliratokat, akkor a királyi feliratok hiánya nem bizonyítja Tuspa végleges elhagyását. Még i. e. 714 után sem, amikor II. Sarrukín elfoglalta Muszaszirt, és ezzel Tuspa veszélyesen közel került az asszír határhoz.
Az Óperzsa Birodalomban Arme szatrapiához tartozott, Khsajársá feliratai a citadella déli falán olvashatók, de Erebuni mellett elveszítette jelentőségét. A Van Kalesi néven ismert, a kurdok által alapított késői erőd csak az első világháborúban pusztult el.